# Primera División 2019 (vrouwenvoetbal Uruguay)
Het seizoen 2019 van de Primera División was het 23e seizoen van de hoogste Uruguayaanse vrouwenvoetbalcompetitie. De competitie liep van 24 maart tot 10 november 2019. CA Peñarol behaalde hun derde landstitel op rij.

## Teams
Er namen tien ploegen deel aan de Primera División tijdens het seizoen 2019. Acht ploegen wisten zich vorig seizoen te handhaven en twee ploegen promoveerden vanuit de Segunda División: CA Progreso (kampioen) en CA Bella Vista (nummer twee) kwamen in de plaats van de gedegradeerde ploegen CS Miramar Misiones en CA Juventud.
| Club                                             | Stad                   | Vorig seizoen |
| ------------------------------------------------ | ---------------------- | ------------- |
| CA Bella Vista                                   | Montevideo             | 2e (2ª)       |
| Colón FC                                         | Montevideo             | 2e            |
| CA Fénix–CSD SAC Canelones                       | Las Piedras            | 8e            |
| Liverpool FC                                     | Montevideo             | 4e            |
| Club Nacional de Football                        | Montevideo             | 3e            |
| CA Peñarol                                       | Montevideo             | 1e            |
| Club Plaza Colonia de Deportes–CD Línea D Cutsca | Colonia del Sacramento | 6e            |
| CA Progreso                                      | Montevideo             | 1e (2ª)       |
| CA River Plate                                   | Montevideo             | 7e            |
| FC San Jacinto–CA Rentistas                      | Montevideo             | 5e            |

## Competitie-opzet
De competitie bestond uit twee delen: de Apertura en de Clausura. In de Apertura en de Clausura speelden alle ploegen eenmaal tegen elkaar. De winnaars van de Apertura en de Clausura kwalificeerden zich voor de halve finales van het Campeonato. De winnaar van het totaalklassement (waarin alle wedstrijden werden meegeteld) plaatste zich voor de finale van het Campeonato. De winnaar van die finale werd landskampioen, de verliezer werd tweede. Alle overige clubs werden gerangschikt op basis van het totaalklassement. Indien een ploeg zowel de Apertura als de Clausura won, waren ze automatisch landskampioen.

### Kwalificatie voor internationale toernooien
Het seizoen 2019 gold als kwalificatie voor de Zuid-Amerikaanse Copa Libertadores Femenina van 2020. De landkampioen mocht meedoen aan dat toernooi, dat in maart 2021 in Buenos Aires en Morón (Argentinië) werd gespeeld.

## Apertura
Het Torneo Apertura vormde de eerste helft van het seizoen en werd gespeeld van 24 maart tot 21 juli. Alle ploegen speelden eenmaal tegen elkaar. De ploeg met de meeste punten werd winnaar van de Apertura en plaatste zich voor de halve finale van het Campeonato. Wegens slechte weersomstandigheden werden meerdere speelrondes van de Apertura later gespeeld dan oorspronkelijk gepland.
Titelverdediger CA Peñarol en Club Nacional de Football (vorig jaar derde) hadden de beste start: zij wisten als enige de eerste twee wedstrijden te winnen. Peñarol behaalde een van die twee zeges op Colón FC, de nummer twee van het voorgaande seizoen. Colón verloor vervolgens ook van Nacional, dat net als Peñarol na zes wedstrijden nog altijd de maximale score had. Op 2 juni speelde Nacional 2–2 gelijk tegen Liverpool FC. Peñarol won wel en kwam hierdoor alleen aan de leiding.
Ondanks een overwinning op FC San Jacinto–CA Rentistas raakte Peñarol de koppositie voor de slotronde kwijt. Het bleek namelijk dat ze in de wedstrijd tegen CA River Plate een niet-speelgerechtige speelster hadden opgesteld. Hierdoor verloren ze punten die ze in die wedstrijd hadden behaald. Nacional ging daardoor na acht wedstrijden aan de leiding.
In de slotronde troffen Nacional en Peñarol elkaar. De winnaar zou de Apertura winnen. Door het puntenaftrek van Peñarol ging de titel bij een gelijkspel naar Nacional. In het Estadio Gran Parque Central kwam Peñarol in de eerste helft op voorsprong via Lorena Graña. In de tweede helft maakte Juliana Castro vanaf de strafschopstip gelijk. Een doelpunt van Stefany Suárez een kwartier voor het einde bezorgde Peñarol alsnog de zege en dus ook de overwinning in het Torneo Apertura. Nacional werd tweede en Colón behaalde de derde plaats, op basis van een beter doelsaldo dan Liverpool. Promovendus CA Bella Vista wist slechts een punt te bemachtigen en eindigde als laatste.

### Eindstand Apertura
|     | Club                                     | Sp. | W | G | V | Pnt. | DV | DT | DS  |
| --- | ---------------------------------------- | --- | - | - | - | ---- | -- | -- | --- |
| 1.  | CA Peñarol                               | 9   | 9 | 0 | 0 | 24   | 34 | 4  | +30 |
| 2.  | Club Nacional de Football                | 9   | 7 | 1 | 1 | 22   | 32 | 8  | +24 |
| 3.  | Colón FC                                 | 9   | 6 | 1 | 2 | 19   | 21 | 9  | +12 |
| 4.  | Liverpool FC                             | 9   | 6 | 1 | 2 | 19   | 16 | 7  | +9  |
| 5.  | CA Progreso                              | 9   | 5 | 1 | 3 | 16   | 24 | 12 | +12 |
| 6.  | CA Fénix–CSD SAC Canelones               | 9   | 3 | 1 | 5 | 10   | 19 | 17 | +2  |
| 7.  | CA River Plate                           | 9   | 2 | 1 | 6 | 10   | 6  | 33 | –27 |
| 8.  | Club Plaza Colonia de D.–CD Línea D Cut. | 9   | 1 | 2 | 6 | 5    | 9  | 21 | –12 |
| 9.  | FC San Jacinto–CA Rentistas              | 9   | 0 | 3 | 6 | 3    | 8  | 34 | –26 |
| 10. | CA Bella Vista                           | 9   | 0 | 1 | 8 | 1    | 5  | 29 | –24 |

### Legenda
| Kleur | Kwalificatie voor       |
| ----- | ----------------------- |
|       | Halve finale Campeonato |

## Clausura
Het Torneo Clausura vormde de tweede helft van het seizoen en werd gespeeld van 28 juli tot 10 november. Alle ploegen speelden eenmaal tegen elkaar. De ploeg met de meeste punten werd winnaar van de Clausura en plaatste zich voor de halve finale van het Campeonato.
Net als in de eerste seizoenshelft waren CA Peñarol en Club Nacional de Football de enige ploegen die hun eerste twee duels wisten te winnen. Bij Peñarol gebeurde dat wel met enige moeite: zowel tegen CA Fénix–CSD SAC Canelones en Colón FC als tegen CA River Plate op de derde speeldag behaalden de Carboneras slechts een 1–0 overwinning. Na zes speelrondes deelden Nacional en Peñarol nog steeds de leiding met de maximale score. Colón stond op de derde plaats met zes punten achterstand (ze hadden enkel van de koplopers verloren). Opvallend was dat Peñarol elke wedstrijd de nul had gehouden, maar Nacional daar vijf van de zes keer niet in was geslaagd.
Nacional raakte vervolgens op achterstand, omdat was gebleken dat zij in de wedstrijd tegen FC San Jacinto–CA Rentistas een niet-speelgerechtigde speelster hadden opgesteld. De punten behaald in die wedstrijd raakten ze daardoor kwijt. Peñarol kon zich hierdoor op de een-na-laatste speeldag via een zege op San Jacinto–Rentistas verzekeren van de eerste plaats in de totaalstand, waardoor ze sowieso in een potentiële finale van de titelstrijd stonden.
Peñarol en Nacional sloten de Clausura op 10 november af. Ze hadden de voorgaande acht wedstrijden allebei gewonnen, maar door de puntenaftrek van Nacional had Peñarol de betere papieren. Zij zouden kampioen worden als ze niet verloren. Nacional moest drie keer van Peñarol winnen om zich te kwalificeren voor een mogelijke finale om de landstitel. In het Estadio Campeón del Siglo kwam Peñarol - net als bij hun ontmoeting in de Apertura - op voorsprong; Lourdes Viana maakte het eerste doelpunt. Enkele minuten na rust maakte Juliana Castro namens Nacional gelijk, maar Ximena Velazco bezorgde Peñarol met twee doelpunten in het laatste halfuur de landstitel.
Net als in de Apertura eindigde Colón als derde, wat hen dus ook de derde plek in de eindstand opleverde. CA Bella Vista wist op de laatste speeldag tegen mede-promovendus CA Progreso hun enige overwinning van het seizoen te behalen. Zij waren echter twee wedstrijden eerder al zeker dat ze zouden degraderen. In de een-na-laatste speelronde was ook Club Plaza Colonia de Deportes–CD Línea D Cutsca gedegradeerd. Door de winstpartij van Bella Vista op de slotdag namen zij de rode lantaarn ten slotte nog over van de Papales.

### Eindstand Clausura
|     | Club                                     | Sp. | W | G | V | Pnt. | DV | DT | DS  |
| --- | ---------------------------------------- | --- | - | - | - | ---- | -- | -- | --- |
| 1.  | CA Peñarol                               | 9   | 9 | 0 | 0 | 27   | 32 | 1  | +31 |
| 2.  | Club Nacional de Football                | 9   | 8 | 0 | 1 | 21   | 31 | 11 | +20 |
| 3.  | Colón FC                                 | 9   | 5 | 1 | 3 | 16   | 14 | 10 | +4  |
| 4.  | CA Fénix–CSD SAC Canelones               | 9   | 5 | 0 | 4 | 15   | 26 | 12 | +14 |
| 5.  | Liverpool FC                             | 9   | 4 | 2 | 3 | 14   | 18 | 19 | –1  |
| 6.  | CA Progreso                              | 9   | 3 | 2 | 4 | 11   | 11 | 14 | –3  |
| 7.  | FC San Jacinto–CA Rentistas              | 9   | 1 | 2 | 6 | 8    | 7  | 30 | –23 |
| 8.  | CA River Plate                           | 9   | 2 | 1 | 6 | 7    | 7  | 11 | –4  |
| 9.  | CA Bella Vista                           | 9   | 1 | 4 | 4 | 7    | 10 | 27 | –17 |
| 10. | Club Plaza Colonia de D.–CD Línea D Cut. | 9   | 0 | 2 | 7 | 2    | 3  | 24 | –21 |

### Legenda
| Kleur | Kwalificatie voor       |
| ----- | ----------------------- |
|       | Halve finale Campeonato |

## Totaalstand
De ploeg met de meeste punten in de totaalstand - de optelling van de Apertura en de Clausura - plaatste zich voor de finale van het Campeonato. Indien er twee ploegen gelijk eindigden met de meeste punten, dan zouden ze beslissingswedstrijden spelen.
Omdat CA Peñarol zowel de Apertura als de Clausura had gewonnen waren ze ook eerste in de totaalstand. De Carboneras waren hierdoor ook automatisch landskampioen geworden. Zij plaatsten zich voor de Copa Libertadores Femenina 2020 in Argentinië. Club Nacional de Football en Colón FC eindigden zowel in de Apertura als in de Clausura als respectievelijk tweede en derde. Zij bezetten die posities dus ook in het eindklassement. 

### Totaalstand
|     | Club                                     | Sp. | W  | G | V  | Pnt. | DV | DT | DS  |
| --- | ---------------------------------------- | --- | -- | - | -- | ---- | -- | -- | --- |
| 01. | CA Peñarol                               | 18  | 18 | 0 | 0  | 51   | 66 | 5  | +61 |
| 2.  | Club Nacional de Football                | 18  | 15 | 1 | 2  | 43   | 63 | 19 | +44 |
| 3.  | Colón FC                                 | 18  | 11 | 2 | 5  | 35   | 35 | 19 | +16 |
| 4.  | Liverpool FC                             | 18  | 10 | 3 | 5  | 33   | 34 | 26 | +8  |
| 5.  | CA Progreso                              | 18  | 8  | 3 | 7  | 27   | 35 | 26 | +9  |
| 6.  | CA Fénix–CSD SAC Canelones               | 18  | 8  | 1 | 9  | 25   | 45 | 29 | +16 |
| 7.  | CA River Plate                           | 18  | 4  | 2 | 12 | 17   | 13 | 44 | –31 |
| 8.  | FC San Jacinto–CA Rentistas              | 18  | 1  | 5 | 12 | 11   | 15 | 64 | –49 |
| 9.  | CA Bella Vista                           | 18  | 1  | 5 | 12 | 8    | 15 | 56 | –41 |
| 10. | Club Plaza Colonia de D.–CD Línea D Cut. | 18  | 1  | 4 | 13 | 7    | 12 | 45 | –33 |

### Legenda
| Kleur | Kwalificatie voor               |
| ----- | ------------------------------- |
|       | Copa Libertadores Femenina 2020 |
|       | Segunda División 2020           |

| Winnaar Primera División 2019 |
| ----------------------------- |
| CA Peñarol 3e titel           |

#### Topscorers
Juliana Castro van Club Nacional de Football scoorde twintig doelpunten en werd daarmee voor de vijfde keer topscorer van de competitie.
| №  | Speelster      | Club(s)                   | Goals |
| -- | -------------- | ------------------------- | ----- |
| 1. | Juliana Castro | Club Nacional de Football | 20    |

### Fairplayklassement
De winst in het fairplayklassement was voor de tweede maal op rij voor FC San Jacinto–CA Rentistas.

## Campeonato Uruguayo
Het Campeonato Uruguayo bepaalde de winnaar van de Primera División 2019. De winnaars van de Apertura (CA Peñarol) en de Clausura (Peñarol) zouden in de halve finale het tegen elkaar opnemen en de winnaar daarvan zou zich kwalificeren voor de finale, waarin ze zouden spelen tegen de nummer een van de totaalstand (Peñarol). De halve finale zou worden gespeeld over één wedstrijd, de finale zou over twee wedstrijden worden beslist.
Omdat Peñarol de Apertura en de Clausura won, waren ze automatisch landskampioen en hoefde het Campeonato niet gespeeld te worden.
1997 · 1998 · 1999 · 2000 · 2001 · 2002 · 2003 · 2004 · 2005 · 2006 · 2007 · 2008 · 2009 · 2010 · 2011 · 2012 · 2013 · 2014 · 2015 · 2016 · 2017 · 2018 · 2019 · 2020 · 2021